# Дідковська Елеонора Сергіївна
Елеонора Сергіївна Дідковська — українська футзалістка та військовослужбовиця, неодноразова чемпіонка України, підполковник Збройних сил України, яка відзначилася у ході російського вторгнення в Україну, учасниця російсько-української війни.

## Життєпис
Елеонора Мальцева народилася 1 квітня 1989 року в селищі Коцюбинське на Київщині.
З дитинства вона займалася плаванням.
Згодом у 7-річному віці, за ініціативи матері змінила вид спорту — приєдналася до футзального клубу «Біличанка» в рідному селищі. За цю команду вона незмінно грала протягом всього шкільного життя. Перший тренер Володимир Колок підтримав в'юнку нападницю та обрав її капітаном команди. У складі клубу «Біличанка» в 2000-тих роках грала у чемпіонаті України та змагалася на міжнародних турнірах.
У 2004 році «Біличанка» вперше за вісім років здобула національний титул, а три роки по тому на її основі відродили жіночу збірну України з футзалу, що до цього не грала вже десятиліття. Елеонора Мальцева учасниця — матчу-повернення, який у 2007 році став першим домашнім в історії української збірної, коли в товариському поєдинку з Узбекистаном українки перемогли з розгромним рахунком — 7:1. Цей матч був дебютним і останнім для Елеонори Мальцевої у формі збірної. Гравчині вдалося реалізувати цю мрію перед самим завершенням спортивної кар'єри.
Елеонора Мальцева замість спортивної спеціальності вступила до військового інституту при Київському національному університеті імені Тараса Шевченка та вивчала картографію, топографію і геодезію. Любов до цієї справи спортсменці прищепив тато, військовий топограф за фахом. Упродовж перших трьох років вона намагалася поєднувати навчання зі спортом і навіть після того, як долучилася до топографічного загону в Чернівцях, грала за футбольний клуб «Буковинська надія». Та після переведення назад до Києва й народження 2 серпня 2009 року сина Тимофія мати-одиначка зав'язала із спортом.
У 2011 закінчила військовий інститут із званням лейтенант .
З 2014 року Елеонора Дідковська в лавах ЗСУ брала участь в АТО на сході України. Сином Тимофієм тим часом опікувалися її батьки. З початком повномасштабного російського вторгнення в лютому 2022 року перебувала на передовій. 15 червня 2022 року, указом Президента України № 414/2022, підполковника Елеонору Дідковську було нагороджено орденом Данила Галицького за особисту мужність і самовіддані дії, виявлені у захисті державного суверенітету та територіальної цілісності України, вірність військовій присязі. У грудні 2022 року Елеонора Дідковська перевелася до новосформованої 47-ої окремої механізованої бригади, де очолила оперативний відділ.
Загинула 30 липня 2023 року. Російська ракета влучила в штаб в Оріхові та забрала життя майже двадцяти людей.
Загинула за день до відпустки 
Чин прощання із загиблою відбувся на Київщині 3 серпня 2023 року. Залишився 14-річний син Тимофій .

## Вшанування пам'яті
У День Незалежності України 24 серпня 2023 року, на честь Елеонори Мальцевої в Тарасівці провели всеукраїнський турнір серед дівочих команд.

## Нагороди
- Орден Богдана Хмельницького III ступеня (24 серпня 2023, посмертно) — за особисту мужність, виявлену у захисті державного суверенітету та територіальної цілісності України, самовіддане виконання військового обов'язку [6];
- Орден Данила Галицького (15 червня 2022) — за особисту мужність і самовіддані дії, виявлені у захисті державного суверенітету та територіальної цілісності України, вірність військовій присязі.